# Seznam moštev Svetovnega prvenstva v nogometu 1930
Stran zajema nogometna moštva, ki so nastopila na Svetovnem prvenstvu v nogometu leta 1930.

### Urugvaj- Prvaki
Selektor: Alberto Suppici
| Št. | Položaj | Igralec                | Datum rojstva (starost) | Nastopi | Klub                   |
| --- | ------- | ---------------------- | ----------------------- | ------- | ---------------------- |
| -   | GK      | Enrique Ballestrero    | 18. januar 1905         |         | Rampla Juniors         |
| -   | GK      | Miguel Capuccini       |                         |         | Peñarol Montevideo     |
| -   | DF      | Ernesto Mascheroni     | 21. november 1907       |         | Olimpia Montevideo     |
| -   | DF      | José Nasazzi           | 24. maj 1901            |         | Bella Vista Montevideo |
| -   | DF      | Emilio Recoba          |                         |         | Nacional Montevideo    |
| -   | DF      | Domingo Tejera         | 22. julij 1899          |         | Montevideo Wanderers   |
| -   | MF      | José Leandro Andrade   | 22. november 1901       |         | Nacional Montevideo    |
| -   | MF      | Lorenzo Fernández      | 20. maj 1900            |         | Peñarol Montevideo     |
| -   | MF      | Alvaro Gestido         | 17. maj 1907            |         | Peñarol Montevideo     |
| -   | MF      | Ángel Melogno          |                         |         | Bella Vista Montevideo |
| -   | MF      | Conduelo Píriz         |                         |         | Nacional Montevideo    |
| -   | MF      | Carlos Riolfo          |                         |         | Peñarol Montevideo     |
| -   | FW      | Juan Peregrino Anselmo | 3. avgust 1904          |         | Peñarol Montevideo     |
| -   | FW      | Juan Carlos Calvo      |                         |         | Miramar Misiones       |
| -   | FW      | Héctor Castro          | 29. november 1904       |         | Nacional Montevideo    |
| -   | FW      | José Pédro Cea         | 1. september 1900       |         | Nacional Montevideo    |
| -   | FW      | Pablo Dorado           | 22. junij 1908          |         | Bella Vista Montevideo |
| -   | FW      | Santos Iriarte         | 2. november 1902        |         | Racing Club Montevideo |
| -   | FW      | Pedro Petrone          | 11. maj 1905            |         | Nacional Montevideo    |
| -   | FW      | Zoilo Saldombide       |                         |         | Montevideo Wanderers   |
| -   | FW      | Héctor Pedro Scarone   | 26. november 1898       |         | Nacional Montevideo    |
| -   | FW      | Santos Urdinarán       | 30. marec 1900          |         | Nacional Montevideo    |

### Argentina2. mesto
Selektor: Francisco Olazar
| Št. | Položaj | Igralec                        | Datum rojstva (starost) | Nastopi | Klub                               |
| --- | ------- | ------------------------------ | ----------------------- | ------- | ---------------------------------- |
| -   | GK      | Ángel Bossio                   |                         |         | Club Atletico Talleres             |
| -   | GK      | Juan Botasso                   |                         |         | Club Atletico Argentino de Quilmes |
| -   | FW      | Roberto Eugenio »Cherro« Cerro |                         |         | Club Atletico Boca Juniors         |
| -   | DF      | Alberto Chividini              |                         |         | Central Norte Tucumán              |
| -   | FW      | Attilio De María               |                         |         | Club Atletico Estudiantil Porteño  |
| -   | DF      | José Della Torre               |                         |         | Racing Club de Avellaneda          |
| -   | DF      | Juan Evaristo                  |                         |         | Club Sportivo Barracas             |
| -   | FW      | Marino »Mario« Evaristo        |                         |         | Club Atletico Boca Juniors         |
| -   | FW      | Manuel Buenaventura Ferreira   |                         |         | Estudiantes de La Plata            |
| -   | MF      | Luis Fernando Monti            |                         |         | Club Atlético San Lorenzo          |
| -   | DF      | Ramón Orlando Muttis           |                         |         | Club Atletico Boca Juniors         |
| -   | DF      | Rodolfo Orlando Orlandini      |                         |         | Club Atletico Estudiantil Porteño  |
| -   | DF      | Fernando Pomar Paternoster     |                         |         | Racing Club de Avellaneda          |
| -   | FW      | Natalio Perinetti              |                         |         | Racing Club de Avellaneda          |
| -   | FW      | Carlos Desiderio Peucelle      |                         |         | Club Sportivo Buenos Aires         |
| -   | DF      | Edmundo Piaggio                |                         |         | Club Atletico Lanus                |
| -   | FW      | Alejandro Scopelli             |                         |         | Estudiantes de La Plata            |
| -   | FW      | Carlos Spadaro                 |                         |         | Club Atletico Lanus                |
| -   | FW      | Guillermo Stábile              |                         |         | Club Atlético Huracán              |
| -   | MF      | Pedro Arico Suárez             |                         |         | Club Atletico Boca Juniors         |
| -   | FW      | Francisco Varallo              |                         |         | Gimnasia y Esgrima de La Plata     |
| -   | DF      | Adolfo Bernabe Zumelzu         |                         |         | Club Atletico Estudiantil Porteño  |

### ZDA
Selektor: Robert Miller
| Št. | Položaj | Igralec          | Datum rojstva (starost) | Nastopi | Klub                      |
| --- | ------- | ---------------- | ----------------------- | ------- | ------------------------- |
| -   | MF      | Andy Auld        |                         |         | Providence FC             |
| -   | FW      | Mike Bookie      |                         |         | Cleveland Slavia          |
| -   | MF      | James Brown      |                         |         | New York Giants           |
| -   | GK      | Jimmy Douglas    |                         |         | New York Nationals        |
| -   | FW      | Tom Florie       |                         |         | New Bedford Whalers       |
| -   | DF      | Jimmy Gallagher  |                         |         | New York Nationals        |
| -   | DF      | Jim Gentle       |                         |         | Philadelphia Cricket Club |
| -   | MF      | Billy Gonsalves  |                         |         | Fall River FC             |
| -   | FW      | Bart McGhee      |                         |         | New York Nationals        |
| -   | DF      | George Moorhouse |                         |         | New York Giants           |
| *   | MF      | Bill O'Brian     |                         |         | New York Giants           |
| -   | MF      | Arnold Oliver    |                         |         | Providence FC             |
| -   | FW      | Bert Patenaude   |                         |         | Fall River FC             |
| *   | MF      | M. Slavin        |                         |         | New York Nationals        |
| -   | MF      | Phil Slone       |                         |         | New York Giants           |
| -   | DF      | Raphael Tracy    |                         |         | St. Louis Ben Millers     |
| -   | DF      | Frank Vaughn     |                         |         | St. Louis Ben Millers     |
| -   | DF      | Alexander Wood   |                         |         | Detroit Holley Carburetor |

### Kraljevina Jugoslavija
Selektor: Boško Simonović
| Št. | Položaj | Igralec             | Datum rojstva (starost) | Nastopi | Klub                |
| --- | ------- | ------------------- | ----------------------- | ------- | ------------------- |
| -   | MF      | Milorad Arsenijević |                         |         | SK Beograd          |
| -   | FW      | Ivica Beck          |                         |         | FC Cette            |
| -   | MF      | Momčilo Đokić       |                         |         | Jugoslavija Beograd |
| -   | FW      | Branislav Hrnjiček  |                         |         | Jugoslavija Beograd |
| -   | DF      | Milutin Ivković     |                         |         | ASK Beograd         |
| -   | GK      | Milovan Jakšić      |                         |         | ASK Beograd         |
| -   | FW      | Blagoje Marjanović  |                         |         | SK Beograd          |
| -   | DF      | Branislav Marković  |                         |         | Vojvodina Novi Sad  |
| -   | DF      | Dragan Mihajlović   |                         |         | SK Beograd          |
| -   | FW      | Dragutin Najdanović |                         |         | SK Beograd          |
| -   | FW      | Branislav Sekulić   |                         |         | SC Montpellier      |
| -   | MF      | Teofilo Spasojević  |                         |         | Jugoslavija Beograd |
| -   | MF      | Ljubiša Stefanović  |                         |         | FC Cette            |
| -   | GK      | Milan Stojanović    |                         |         | SK Beograd          |
| -   | FW      | Aleksandar Tirnanić |                         |         | SK Beograd          |
| -   | DF      | Dragomir Tošić      |                         |         | SK Beograd          |
| -   | FW      | Đorđe Vujadinović   |                         |         | SK Beograd          |

### Čile
Selektor: Gyorgi Orth
| Št. | Položaj | Igralec                   | Datum rojstva (starost) | Nastopi | Klub                                          |
| --- | ------- | ------------------------- | ----------------------- | ------- | --------------------------------------------- |
| -   | FW      | Juan Aguilera             |                         |         | Audax Club Sportivo Italiano                  |
| -   | FW      | Guillermo Moraga Arellano |                         |         | Club Social y Deportivo Colo-Colo             |
| -   | DF      | Ernesto Chaparro          |                         |         | Club Social y Deportivo Colo-Colo             |
| -   | MF      | Arturo Coddou             |                         |         | Club Deportivo Arturo Fernández Vial          |
| -   | GK      | Roberto Gonzales Cortes   |                         |         | Club Social y Deportivo Colo-Colo             |
| -   | MF      | Humberto Elgueta          |                         |         | Club de Deportes Santiago Wanderers           |
| -   | MF      | Cesar Espinoza            |                         |         | Club de Deportes Santiago Wanderers           |
| -   | DF      | Victor Morales            |                         |         | Club Social y Deportivo Colo-Colo             |
| -   | MF      | Horacio Munoz             |                         |         | Club Deportivo Arturo Fernández Vial          |
| -   | FW      | Tomas Ojeda               |                         |         | Boca Juniors Antofagasta                      |
| -   | DF      | Ulises Poirier            |                         |         | La Cruz Valparaíso                            |
| -   | DF      | Guillermo Riveros         |                         |         | La Cruz Valparaíso                            |
| -   | MF      | Guillermo Saavedra        |                         |         | Club Social y Deportivo Colo-Colo             |
| -   | FW      | Carlos Schneeberger       |                         |         | Club Social y Deportivo Colo-Colo             |
| -   | FW      | Guillermo Subiabre        |                         |         | Club Social y Deportivo Colo-Colo             |
| -   | MF      | Arturo Torres             |                         |         | Club Social y Deportivo Colo-Colo             |
| -   | MF      | Casimiro Torres           |                         |         | Corporacion Deportiva Everton de Viña del Mar |
| -   | FW      | Carlos Vidal              |                         |         | Italiano Schwager                             |
| -   | FW      | Eberardo Villalobos       |                         |         | Club Social de Deportes Rangers               |

### Brazilija
Selektor: Pindaro de Carvalho Rodrigues
| Št. | Položaj | Igralec        | Datum rojstva (starost) | Nastopi | Klub             |
| --- | ------- | -------------- | ----------------------- | ------- | ---------------- |
| -   | FW      | Araken         |                         |         | Santos FC        |
| -   | FW      | Benedicto      |                         |         | Botafogo         |
| -   | MF      | Benevenuto     |                         |         | Flamengo         |
| -   | DF      | Brilhante      |                         |         | Vasco da Gama    |
| -   | FW      | Carvalho Leite |                         |         | Botafogo         |
| -   | FW      | Doca           |                         |         | São Cristóvão FR |
| -   | MF      | Fausto         |                         |         | Vasco da Gama    |
| -   | MF      | Fernando       |                         |         | Fluminense       |
| -   | MF      | Fortes         |                         |         | Fluminense       |
| -   | MF      | Hermogenes     |                         |         | América FC       |
| -   | DF      | Itália         |                         |         | Vasco da Gama    |
| -   | MF      | Ivan Mariz     |                         |         | Fluminense       |
| -   | GK      | Joel           |                         |         | América FC       |
| -   | FW      | Moderato       |                         |         | Flamengo         |
| -   | FW      | Nilo           |                         |         | Botafogo         |
| -   | DF      | Oscarino       |                         |         | Ypiranga Niterói |
| -   | MF      | Pamplona       |                         |         | Botafogo         |
| -   | FW      | Poly           |                         |         | Americano FC     |
| -   | FW      | Preguinho      |                         |         | Fluminense       |
| -   | FW      | Russinho       |                         |         | Vasco da Gama    |
| -   | FW      | Teophilo       |                         |         | São Cristóvão FC |
| -   | GK      | Velloso        |                         |         | Fluminense       |
| -   | DF      | Zé Luiz        |                         |         | São Cristóvão FC |
| -   | FW      | Manoelzinho    |                         |         | Goytacaz FC      |

### Francija
Selektor: Raoul Caudron
| Št. | Položaj | Igralec              | Datum rojstva (starost) | Nastopi | Klub                  |
| --- | ------- | -------------------- | ----------------------- | ------- | --------------------- |
| -   | GK      | André Tassin         |                         |         | Racing Club de France |
| -   | GK      | Alex Thépot          |                         |         | Red Star Paris        |
| -   | DF      | Nouma Andoire        |                         |         | Antibes               |
| -   | DF      | Marcel Capelle       |                         |         | Racing Club de France |
| -   | DF      | Étienne Mattler      |                         |         | FC Sochaux            |
| -   | MF      | Augustin Chantrel    |                         |         | CASG Paris            |
| -   | MF      | Célestin Delmer      |                         |         | Amiens AC             |
| -   | MF      | Jean Laurent         |                         |         | CA Paris              |
| -   | MF      | Marcel Pinel         |                         |         | Red Star Paris        |
| -   | MF      | Alexandre Villaplane |                         |         | Racing Club de France |
| -   | FW      | Edmond Delfour       |                         |         | Racing Club de France |
| -   | FW      | Marcel Langiller     |                         |         | Excelsior AC Roubaix  |
| -   | FW      | Lucien Laurent       |                         |         | CA Paris              |
| -   | FW      | Ernest Liberati      |                         |         | Amiens AC             |
| -   | FW      | André Maschinot      |                         |         | FC Sochaux            |
| -   | FW      | Émile Veinante       |                         |         | Racing Club de France |

### Romunija
Selektor: Costel Radulescu
| Št. | Položaj | Igralec                     | Datum rojstva (starost) | Nastopi | Klub                         |
| --- | ------- | --------------------------- | ----------------------- | ------- | ---------------------------- |
| -   | FW      | Ştefan Barbu                |                         |         | Olimpia Arad                 |
| -   | MF      | Alexandru Borbely           |                         |         | Belvedere Bucureşti          |
| -   | DF      | Rudolf Burger               |                         |         | Chinezul Timişoara           |
| -   | DF      | Iosif Czako                 |                         |         | UDR Reşiţa                   |
| -   | FW      | Adalbert Desu               |                         |         | UDR Reşiţa                   |
| -   | MF      | Alfred Eisenbeisser Fieraru |                         |         | Dragoş Vodă Cernăuţi         |
| -   | FW      | Andrei Glanzmann            |                         |         | FC Oradea                    |
| -   | FW      | Elemer Kocsis               |                         |         | FC Bihor                     |
| -   | FW      | Nicolae Kovacs              |                         |         | Banatul Timişoara            |
| -   | GK      | Ion Lǎpuşneanu              |                         |         | Sportul Studenţesc           |
| -   | MF      | Ladislau Rafinsky           |                         |         | Juventus Bucuresti           |
| -   | MF      | Corneliu Robe               |                         |         | Olympia Bucureşti            |
| -   | FW      | Constantin Stanciu          |                         |         | Venus Bucureşti              |
| -   | MF      | Petre Steinbach             |                         |         | FC Unirea Tricolor Bucureşti |
| -   | DF      | Adalbert Steiner            |                         |         | Chinezul Timişoara           |
| -   | MF      | Rudolf Steiner              |                         |         | Chinezul Timişoara           |
| -   | FW      | Ilie Subǎseanu              |                         |         | Olympia Bucureşti            |
| -   | MF      | Emerich Vogl                |                         |         | Juventus Bucureşti           |
| -   | FW      | Rudolf Wetzer               |                         |         | Juventus Bucureşti           |
| -   | GK      | Samuel Zauber               |                         |         | Maccabi Bucureşti            |

### Paragvaj
Selektor: José Durand Laguna
| Št. | Položaj | Igralec                   | Datum rojstva (starost) | Nastopi | Klub                  |
| --- | ------- | ------------------------- | ----------------------- | ------- | --------------------- |
| -   | MF      | Francisco Aquirre         |                         |         | Olimpia Asunción      |
| -   | GK      | Pedro Benitez             |                         |         | Club Libertad         |
| -   | MF      | Santiago Benitez          |                         |         | Olimpia Asunción      |
| -   | FW      | Delfín Benítez Cáceres    |                         |         | Club Libertad         |
| -   | FW      | Cayetano Saguier Carreras |                         |         | Club Sportivo Luqueño |
| -   | DF      | Eustacio Chamorro         |                         |         | Club Presidente Hayes |
| -   | GK      | Modesto Denis             |                         |         | Club Nacional         |
| -   | MF      | Eusebio Diaz              |                         |         | Club Guaraní          |
| -   | FW      | Diogenes Dominiquez       |                         |         | Club Sportivo Luqueño |
| -   | MF      | Romildo Etcheverry        |                         |         | Olimpia Asunción      |
| -   | MF      | Diego Florentin           |                         |         | Club River Plate      |
| -   | DF      | Salvador Flores           |                         |         | Cerro Porteño         |
| -   | MF      | Tranquilino Garcete       |                         |         | Club Libertad         |
| -   | FW      | Aurelio González          |                         |         | Olimpia Asunción      |
| -   | DF      | Jose Leon Miracca         |                         |         | Club Nacional         |
| -   | FW      | Lino Nessi                |                         |         | Club Libertad         |
| -   | DF      | Quiterio Olmedo           |                         |         | Club Nacional         |
| -   | FW      | Amadeo Ortega             |                         |         | Club River Plate      |
| -   | FW      | Bernabe Rivera            |                         |         | Club Sportivo Luqueño |
| -   | FW      | Gerardo Romero            |                         |         | Club Libertad         |
| -   | FW      | Pena Luis Vargas          |                         |         | Olimpia Asunción      |
| -   | FW      | Jacinto Villalva          |                         |         | Cerro Porteño         |

### Peru
Selektor: Francisco Bru
| Št. | Položaj | Igralec               | Datum rojstva (starost) | Nastopi | Klub                      |
| --- | ------- | --------------------- | ----------------------- | ------- | ------------------------- |
| -   | MF      | Eduardo Astengo       |                         |         | Universitario de Deportes |
| -   | FW      | Carlos Cilloniz       |                         |         | Universitario de Deportes |
| -   | DF      | Mario De Las Casas    |                         |         | Universitario de Deportes |
| -   | MF      | Alberto Denegri       |                         |         | Universitario de Deportes |
| -   | DF      | Arturo Fernandez      |                         |         | Universitario de Deportes |
| -   | MF      | Placido Galindo       |                         |         | Universitario de Deportes |
| -   | MF      | Domingo Garcia        |                         |         | Alianza Lima              |
| -   | FW      | Jorge Gongora         |                         |         | Universitario de Deportes |
| -   | FW      | Jose Maria Lavalle    |                         |         | Alianza Lima              |
| -   | FW      | Julio Lores           |                         |         | Necaxa                    |
| -   | DF      | Antonio Maquilon      |                         |         | Club Atlético Chalaco     |
| -   | FW      | Demetrio Neyra        |                         |         | Alianza Lima              |
| -   | FW      | Lizardo Rodriguez Nue |                         |         | Alianza Lima              |
| -   | FW      | Pablo Pacheco         |                         |         | Universitario de Deportes |
| -   | GK      | Jorge Pardon          |                         |         | Club Atlético Chalaco     |
| -   | MF      | Julio Quintana        |                         |         | Alianza Lima              |
| -   | FW      | Jorge Sarmiento       |                         |         | Alianza Lima              |
| -   | DF      | Alberto Soria         |                         |         | Alianza Lima              |
| -   | FW      | Luis Souza-Ferreira   |                         |         | Universitario de Deportes |
| -   | GK      | Juan Valdivieso       |                         |         | Alianza Lima              |
| -   | MF      | Juan Alfonso Valle    |                         |         | Italiano Lima             |
| -   | FW      | Alejandro Villanueva  |                         |         | Alianza Lima              |

### Belgija
Selektor: Hector Goetinck
| Št. | Položaj | Igralec           | Datum rojstva (starost) | Nastopi | Klub                                    |
| --- | ------- | ----------------- | ----------------------- | ------- | --------------------------------------- |
| -   | FW      | Fernand Adams     |                         |         | SC Anderlechtois                        |
| -   | GK      | Arnold Badjou     |                         |         | Daring Club de Bruxelles Société Royale |
| -   | MF      | Pierre Braine     |                         |         | Royal Beerschot AC                      |
| -   | MF      | Alexis Chantraine |                         |         | Royal FC Liegeois                       |
| -   | GK      | Jean De Bie       |                         |         | Royal Racing Club de Bruxelles          |
| -   | MF      | Jean De Clercq    |                         |         | Royal Antwerp FC                        |
| -   | DF      | Henri De Deken    |                         |         | Royal Antwerp FC                        |
| -   | FW      | Gerard Delbeke    |                         |         | Royal FC Brugeois                       |
| -   | FW      | Jean Diddens      |                         |         | RC de Malines Société Royale            |
| -   | MF      | Auguste Hellemans |                         |         | Royal FC Malinois                       |
| -   | DF      | Nicolas Hoydonckx |                         |         | FC Excelsior Hasselt                    |
| -   | FW      | Jacques Moeschal  |                         |         | Royal Racing Club de Bruxelles          |
| -   | DF      | Theodore Nouwens  |                         |         | RC de Malines Société Royale            |
| -   | FW      | André Saeys       |                         |         | Royal CS Brugeois                       |
| -   | FW      | Louis Versijp     |                         |         | Royal FC Brugeois                       |
| -   | FW      | Bernard Voorhoof  |                         |         | Liersche Sportkring                     |

### Bolivija
Selektor: Ulises Saucedo
| Št. | Položaj | Igralec                | Datum rojstva (starost) | Nastopi | Klub                 |
| --- | ------- | ---------------------- | ----------------------- | ------- | -------------------- |
| -   | FW      | Mario Alborta          |                         |         | Club Bolívar         |
| -   | MF      | Juan Jorge Argote      |                         |         | Club Bolívar         |
| -   | GK      | Jesus Bermudez         |                         |         | Oruro Royal          |
| -   | MF      | Miguel Brito           |                         |         | Oruro Royal          |
| -   | FW      | Jose Bustamante        |                         |         | Litoral              |
| -   | DF      | Jose Chavarria Casiano |                         |         | Calavera La Paz      |
| -   | DF      | Segundo Durandal       |                         |         | CS San Jose Oruro    |
| -   | FW      | Rene Fernandez         |                         |         | Alianza Oruro        |
| -   | FW      | Gumersindo Gomez       |                         |         | Oruro Royal          |
| -   | MF      | Diogenes Lara          |                         |         | Club Bolívar         |
| -   | FW      | Rafael Mendez          |                         |         | Universitario La Paz |
| -   | FW      | Miguel Murillo         |                         |         | Club Bolívar         |
| -   | MF      | Constantino Noya       |                         |         | Oruro Royal          |
| -   | DF      | Luis Reyes Peñaranda   |                         |         | -                    |
| -   | FW      | Eduardo Reyes Ortiz    |                         |         | The Strongest        |
| -   | MF      | Renato Sainz           |                         |         | The Strongest        |
| -   | MF      | Jorge Luis Valderrama  |                         |         | Oruro Royal          |

### Mehika
Selektor: Juan Luque de Serralonga
| Št. | Položaj | Igralec                   | Datum rojstva (starost) | Nastopi | Klub         |
| --- | ------- | ------------------------- | ----------------------- | ------- | ------------ |
| -   | GK      | Oscar Martinez Bonfiglio  |                         |         | Marte FC     |
| -   | GK      | Isidoro Sota              |                         |         | Club America |
| -   | DF      | Rafael Garza Gutierrez    |                         |         | Club America |
| -   | DF      | Francisco Garza Gutierrez |                         |         | Club America |
| -   | MF      | Raymundo Rodriguez        |                         |         | Marte FC     |
| -   | DF      | Manuel Rosas              |                         |         | Atlante      |
| -   | FW      | Felipe Olivares           |                         |         | Atlante      |
| -   | FW      | Hilario Lopez             |                         |         | Marte FC     |
| -   | MF      | Efrain Amezcua            |                         |         | Atlante      |
| -   | MF      | Alfredo Sanchez           |                         |         | Club America |
| -   | MF      | Felipe Rosas              |                         |         | Atlante      |
| -   | FW      | Roberto Gayon             |                         |         | Club America |
| -   | FW      | Jose Ruiz                 |                         |         | Necaxa       |
| -   | FW      | Dionisio Mejia            |                         |         | Atlante      |
| -   | FW      | Juan Sandoval Carreno     |                         |         | Atlante      |
| -   | FW      | Luis Perez                |                         |         | Necaxa       |
| -   | FW      | Jesus Castro              |                         |         | Atlante      |

- Opomba*: Seznami moštva zajemajo tudi rezerve, zamenjave in predhodno izbrane igralci, ki so lahko sodelovali v kvalifikacijaha, lahko pa potem niso nastopili v finalu.